# Herbster
Herbster statisztikai település az USA Wisconsin államának Bayfield megyéjében. Lakosainak száma 130 fő (2020. április 1.).

## Népesség
A település népességének változása:

| 2010 | 104 |
| 2020 | 130 |